# Giochi della XVIII Olimpiade
I Giochi della XVIII Olimpiade (in giapponese: 第18回オリンピック競技大会?, Dai jūhachi-kai orinpiādo kyōgi taikai), noti anche come Tokyo 1964, si sono svolti a Tokyo, in Giappone, dal 10 al 24 ottobre 1964.

## Assegnazione
Tokyo fu scelta il 26 maggio del 1959, durante il 55º Congresso del CIO tenutosi a Monaco di Baviera, in Germania Ovest, superando le città di Detroit, Bruxelles e Vienna.
| Città     | Nazione     | 1º turno |
| --------- | ----------- | -------- |
| Tokyo     | Giappone    | 34       |
| Detroit   | Stati Uniti | 10       |
| Vienna    | Austria     | 9        |
| Bruxelles | Belgio      | 5        |

## Sviluppo e preparazione
Per la prima volta nella storia l'Olimpiade si svolse in Asia: i Giochi del 1940, inizialmente previsti nella capitale giapponese, erano stati riassegnati a Helsinki a causa della seconda guerra sino-giapponese. Il Giappone spese una cifra pari a 620 milioni di yen per allestire impianti, strutture e infrastrutture che parvero tutte all'altezza della situazione.

### Sedi di gara

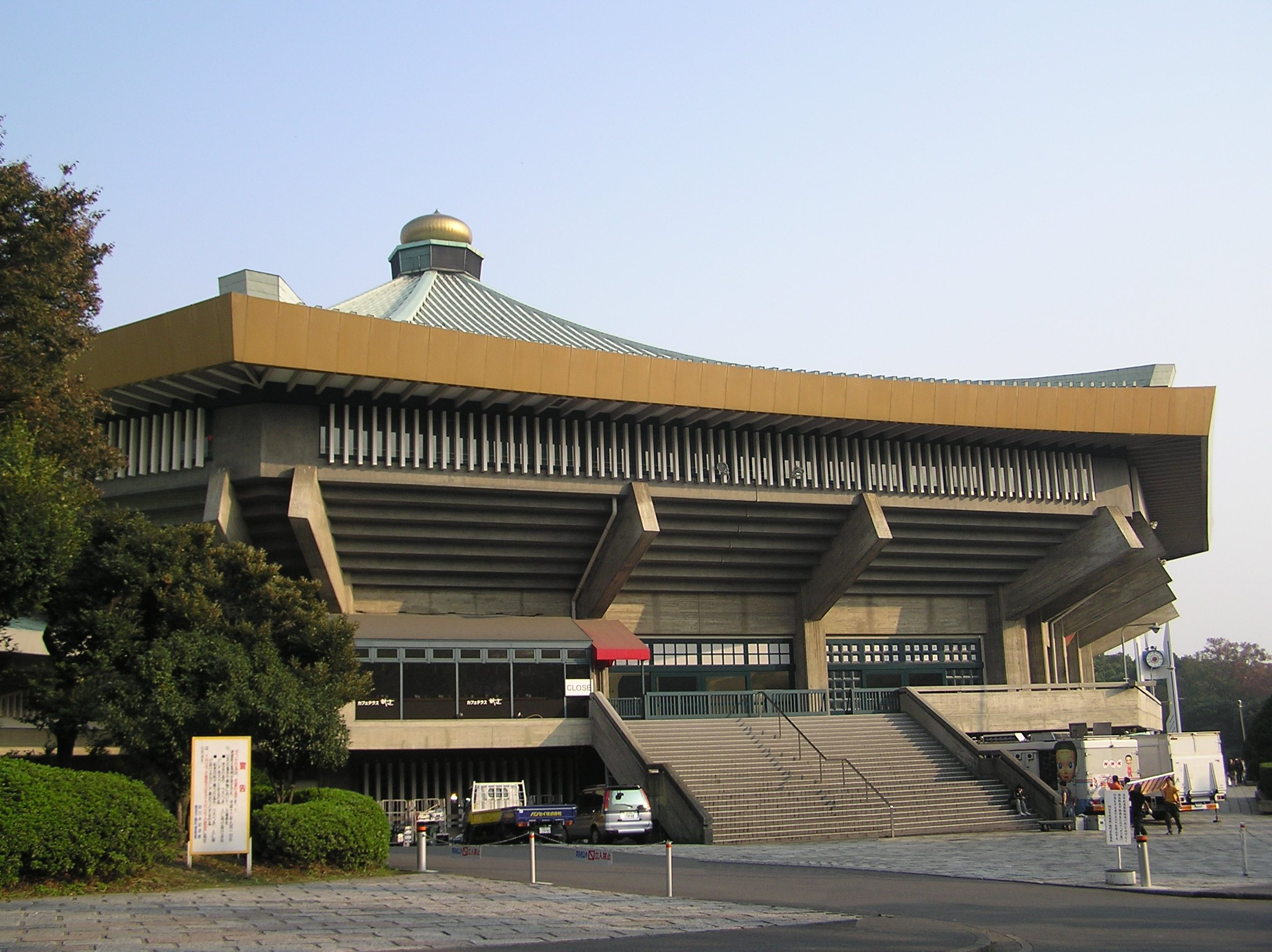
Nippon Budokan

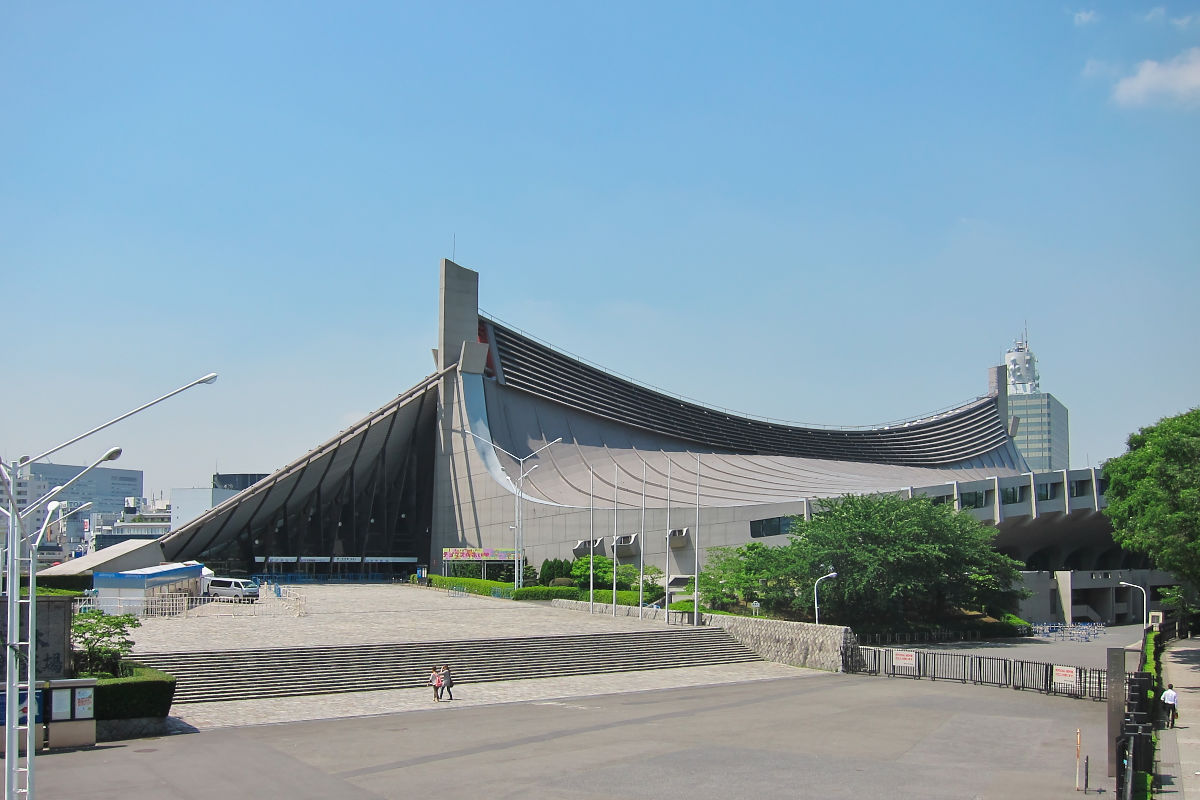
Yoyogi National Gymnasium

- National Stadium – cerimonie di apertura e chiusura, atletica, sport equestri, finali di calcio
- Tokyo Metropolitan Gymnasium – ginnastica artistica, pallanuoto
- Yoyogi National Gymnasium – nuoto, tuffi, pallacanestro
- Baji-kōen – sport equestri
- Shibuya Kōkaidō – sollevamento pesi
- Komazawa Olympic Park – lotta, pallavolo, hockey su prato
- Nippon Budokan – judo
- Korakuen Ice Palace – pugilato
- Università di Waseda – scherma
- Stadio Principe Chichibu – calcio
- Stadio Nagai – calcio
- Mitsuzawa Stadium – calcio
- Ōmiya Park Soccer Stadium – calcio
- Lago di Sagami, Sagamihara – canottaggio, canoa
- Enoshima – vela
- Velodromo di Hachiōji – ciclismo
- Poligono di Asaka – Tiro a segno

### Diffusione
Per la prima volta, in tutto l'emisfero settentrionale le immagini delle gare vennero diffuse grazie al satellite statunitense Syncom III. Durante i giochi furono presenti 1200 giornalisti, oltre 600 fotografi e circa 500 cineradioperatori.

## I Giochi

### Paesi partecipanti

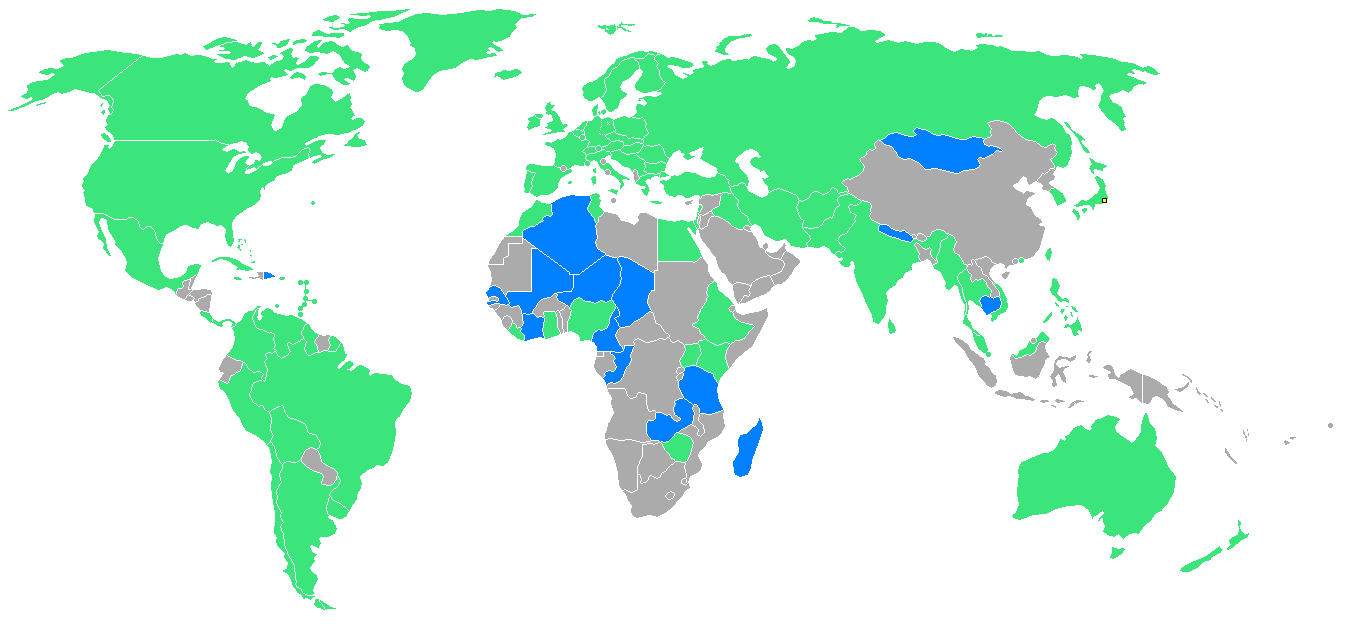
Nazioni partecipanti

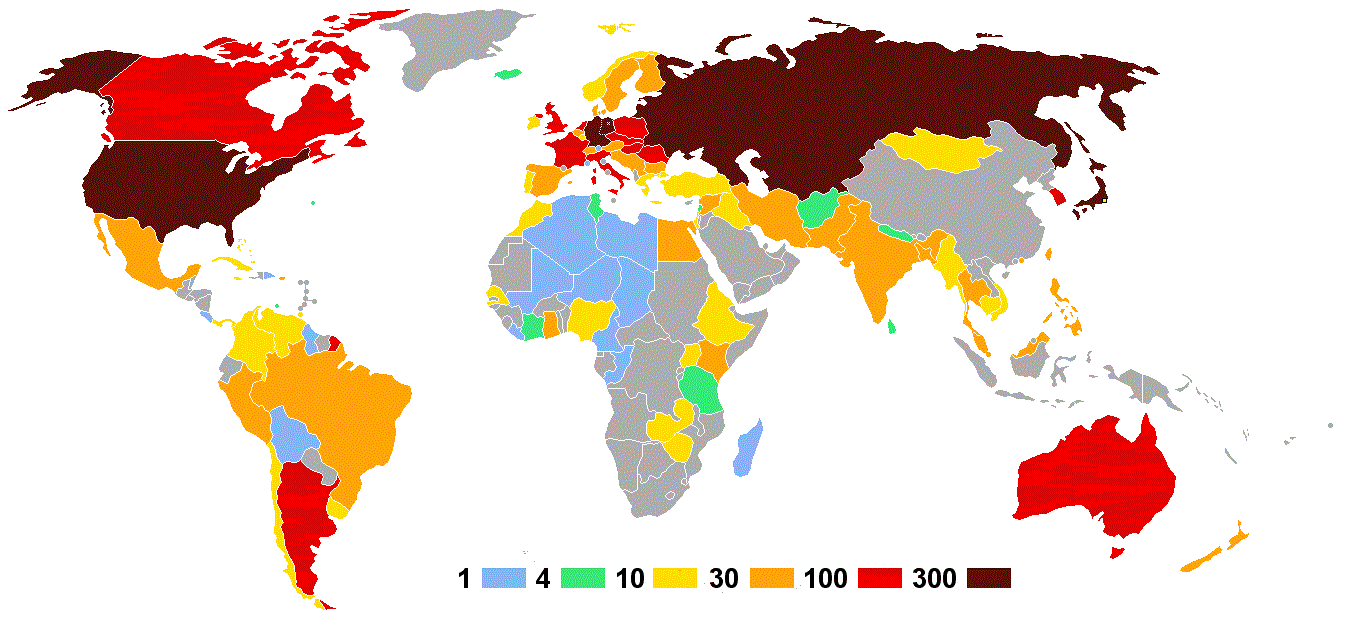
Numero di atleti per delegazioni

Gli atleti presenti a Tokyo furono 5 210 (di cui 678 donne), circa 150 meno che a Roma. Il numero dei paesi partecipanti salì tuttavia a 93, soprattutto a causa della decolonizzazione in Africa (debuttarono Algeria, Camerun, Madagascar, Niger e Tanzania). Vennero escluse l'Indonesia e il Sudafrica, quest'ultimo a causa della dura politica di discriminazione verso i neri.
Non parteciparono inoltre per protesta la Corea del Nord (per questioni legate alla squalifica di alcuni suoi atleti) e la Cina (a causa del riconoscimento di Taiwan).
| Europa (2602) | Europa (2602) | Europa (2602) |
| --- | --- | --- |
| - Austria (56) - Belgio (61) - Bulgaria (63) - Cecoslovacchia (104) - Danimarca (60) - Finlandia (89) - Francia (138) - Gran Bretagna (204) - Grecia (18) - Irlanda (25) | - Islanda (4) - Italia (171) - Jugoslavia (75) - Liechtenstein (2) - Lussemburgo (12) - Monaco (1) - Norvegia (26) - Paesi Bassi (125) - Polonia (140) | - Portogallo (20) - Romania (138) - Spagna (51) - Squadra Unificata Tedesca (337) - Svezia (94) - Svizzera (66) - Turchia (23) - Ungheria (182) - Unione Sovietica (317) |
| America (949) | | |
| - Antille Olandesi (4) - Argentina (102) - Bahamas (11) - Bermuda (4) - Bolivia (1) - Brasile (61) - Canada (115) - Cile (14)                                            | - Colombia (20) - Costa Rica (2) - Cuba (27) - Giamaica (21) - Guyana britannica (1) - Messico (94) - Panama (10)                                      | - Perù (31) - Porto Rico (32) - Rep. Dominicana (1) - Stati Uniti (346) - Trinidad e Tobago (13) - Uruguay (23) - Venezuela (16)                                         |
| Asia (987) | | |
| - Afghanistan (8) - Birmania (11) - Cambogia (13) - Ceylon (6) - Corea del Sud (154) - Filippine (47) - Giappone (328)                                                   | - Hong Kong (38) - India (53) - Iran (62) - Iraq (13) - Israele (10) - Libano (5) - Malaysia (61)                                                      | - Mongolia (21) - Nepal (6) - Pakistan (41) - Taiwan (40) - Thailandia (54) - Vietnam del Sud (16)                                                                       |
| Africa (295) | | |
| - Algeria (1) - Camerun (1) - Ciad (2) - Costa d'Avorio (10) - Etiopia (12) - Ghana (33) - Kenya (37)                                                                    | - Liberia (1) - Libia (1) - Madagascar (3) - Mali (2) - Marocco (20) - Niger (1) - Nigeria (18)                                                        | - Rep. Araba Unita (73) - Rhodesia (29) - Rhodesia Settentrionale (13) - Senegal (12) - Tanganica (4) - Tunisia (9) - Uganda (13)                                        |
| Oceania (307) | | |
| - Australia (243) | - Nuova Zelanda (64) | |
| (Tra parentesi: Numero atleti per nazione) | | |

### Discipline
A Tokyo comparvero per la prima volta il judo e la pallavolo femminile, sport popolari in Giappone. Il pentathlon femminile fu introdotto agli eventi di atletica. Le gare di atletica furono disputate per la prima volta su una pista a otto corsie e venne adottato ufficialmente il cronometraggio elettrico, anche se si continuò ad approssimare in ogni caso i tempi al decimo di secondo.

### Calendario degli eventi
| ● | Cerimonia di apertura | ● | Competizioni | ● | Finali | ● | Cerimonia di chiusura |

| Ottobre               | Sab | Dom | Lun | Mar | Mer | Gio | Ven | Sab | Dom | Lun | Mar | Mer | Gio | Ven | Sab | Totale |
| Ottobre               | 10  | 11  | 12  | 13  | 14  | 15  | 16  | 17  | 18  | 19  | 20  | 21  | 22  | 23  | 24  | Totale |
| --------------------- | --- | --- | --- | --- | --- | --- | --- | --- | --- | --- | --- | --- | --- | --- | --- | ------ |
| Cerimonia d'apertura  | ●   |     |     |     |     |     |     |     |     |     |     |     |     |     |     |        |
| Atletica leggera      |     |     |     |     | 3   | 4   | 5   | 6   | 5   | 4   | 3   | 6   |     |     |     | 36     |
| Calcio                |     | ●   | ●   | ●   | ●   | ●   | ●   |     | ●   |     | ●   |     | ●   | 1   |     | 1      |
| Canoa/kayak           |     |     |     |     |     |     |     |     |     |     | ●   | ●   | 7   |     |     | 7      |
| Canottaggio           |     | ●   | ●   | ●   | ●   | 7   |     |     |     |     |     |     |     |     |     | 7      |
| Ciclismo              |     |     |     |     | 1   |     | 1   | 1   | 1   | ●   | 2   |     | 1   |     |     | 7      |
| Equitazione           |     |     |     |     |     |     | ●   | ●   | ●   | 2   |     |     | ●   | 2   | 2   | 6      |
| Ginnastica            |     |     |     |     |     |     |     |     | ●   | ●   | 2   | 2   | 5   | 5   |     | 14     |
| Judo                  |     |     |     |     |     |     |     |     |     |     | 1   | 1   | 1   | 1   |     | 4      |
| Hockey su prato       |     | ●   | ●   | ●   | ●   | ●   | ●   | ●   | ●   | ●   | ●   | ●   | ●   | 1   |     | 1      |
| Lotta                 |     | ●   | ●   | ●   | 8   |     | ●   | ●   | ●   | 8   |     |     |     |     |     | 16     |
| Nuoto                 |     | ●   | 2   | 2   | 3   | 3   | 2   | 2   | 4   |     |     |     |     |     |     | 18     |
| Pallacanestro         |     | ●   | ●   | ●   | ●   |     | ●   | ●   | ●   |     | ●   | ●   | ●   | 1   |     | 1      |
| Pallanuoto            |     | ●   | ●   | ●   | ●   | ●   |     | ●   | 1   |     |     |     |     |     |     | 1      |
| Pallavolo             |     |     |     | ●   | ●   | ●   |     | ●   | ●   | ●   |     | ●   | ●   | 2   |     | 2      |
| Pentathlon moderno    |     | ●   | ●   | ●   | ●   | 2   |     |     |     |     |     |     |     |     |     | 2      |
| Pugilato              |     |     | ●   | ●   | ●   | ●   | ●   | ●   | ●   | ●   | ●   | ●   |     | 10  |     | 10     |
| Scherma               |     |     |     | ●   | 1   | 1   | 1   | 1   | ●   | 1   | 1   | 1   | ●   | 1   |     | 8      |
| Sollevamento pesi     |     | 1   | 1   | 1   | 1   |     | 1   | 1   | 1   |     |     |     |     |     |     | 7      |
| Tiro                  |     |     |     |     |     | 1   | 1   | 1   | 1   | 1   | 1   |     |     |     |     | 6      |
| Tuffi                 |     | ●   | 1   | ●   | 1   | 1   | ●   | ●   | 1   |     |     |     |     |     |     | 4      |
| Vela                  |     |     | ●   | ●   | ●   | ●   |     |     |     | ●   | ●   | 5   |     |     |     | 5      |
| Cerimonia di chiusura |     |     |     |     |     |     |     |     |     |     |     |     |     |     | ●   |        |
| Finali                | 0   | 1   | 4   | 3   | 18  | 19  | 11  | 12  | 14  | 16  | 10  | 15  | 14  | 24  | 2   | 163    |

### Cerimonia di apertura
La cerimonia d'apertura della XVIII Olimpiade dell'Era moderna si tenne sabato 10 ottobre 1964. La cerimonia, trasmessa in mondovisione, fu a tratti spettacolare. Quando fu acceso il braciere olimpico diecimila tamburi iniziarono a rullare, più di diecimila palloncini vennero liberati nell'aria e cinque jet con le loro scie di fumo disegnarono nel cielo gli anelli olimpici, mentre in tutto lo stadio si diffuse un intenso odore di crisantemo, il fiore nazionale del Giappone. L'ultimo tedoforo, quello che accese il braciere olimpico, fu Yoshinori Sakai, nato a Hiroshima il 6 agosto 1945 qualche ora dopo il lancio della bomba atomica. L'asta su cui venne issata la bandiera con i cinque cerchi misurava 15 metri e 21 centimetri d'altezza, la stessa misura con cui, all'Olimpiade di Amsterdam nel 1928, Mikio Oda aveva vinto nel salto triplo la prima medaglia d'oro olimpica giapponese.

### Avvenimenti principali
I contenuti tecnici furono elevatissimi, basti prendere come esempio l'atletica leggera femminile, nella quale in nove gare su dieci vennero migliorati i primati olimpici. Risultati analoghi furono raggiunti anche in altre discipline, al punto da indurre persino qualche sospetto e difatti dopo le Olimpiadi venne stabilito di effettuare prima delle gare controlli medici più rigorosi.

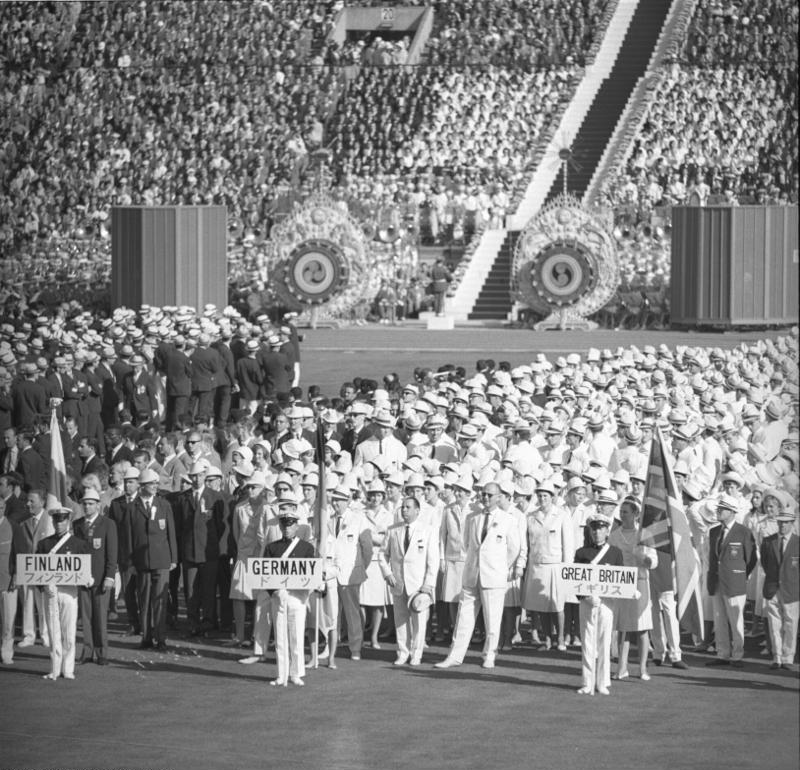
Le delegazioni di Germania, Finlandia e Regno Unito durante la cerimonia d'apertura

Il nuoto fu coinvolto dalla svolta statunitense nelle tecniche di allenamento, grazie alle quali fu abbattuto il muro del minuto di gara nei 100 metri stile libero; a raggiungere la celebrità fu lo statunitense Don Schollander, trionfatore in quattro gare, al pari del suo predecessore Johnny Weissmuller.
Nell'atletica leggera maschile gli Stati Uniti si confermarono la nazione meglio preparata; Al Oerter (Stati Uniti) oro nel lancio del disco per la terza olimpiade di seguito, l'etiope Abebe Bikila riconfermatosi vincitore della maratona e promosso al grado di tenente dell'esercito del Negus e il polacco Schmidt, confermatosi nel salto triplo, furono alcuni tra gli atleti più meritevoli di una citazione.
Lo stesso traguardo importante della vittoria in tre edizioni diverse fu raggiunto dal canottiere sovietico Vjačeslav Ivanov e dal tedesco Hans Winkler nell'equitazione.
Nella lotta, oltre alle tradizionali nazioni protagoniste dell'Europa orientale e del Medio Oriente, il Giappone si aggiunse prepotentemente nel medagliere con ben cinque ori, e soprattutto la fece da padrone nello judo, disciplina introdotta per la prima volta, vincendo in tre categorie su quattro. Purtroppo per gli appassionati del Sol Levante, sfuggì ai loro atleti la medaglia nella gara più prestigiosa, la categoria "Open", che fu vinta dall'olandese Anton Geesink. Anche nel sollevamento pesi si ottennero risultati brillanti, con quattro primati mondiali e tre olimpici.
Il pugilato offrì una delle pagine più significative, visto che la finale dei pesi massimi fu disputata e vinta dallo statunitense Joe Frazier nonostante avesse la mano sinistra fratturata.
I giapponesi stravinsero nella pallavolo femminile, suscitando, però, qualche perplessità per il lungo ritiro al quale furono costrette le atlete "dilettanti".

## Risultati

### Medagliere
Gli Stati Uniti chiudono al primo posto con 36 ori davanti all'Unione Sovietica con 30, sebbene quest'ultima abbia conquistato un maggior numero di medaglie complessive. Terzo posto per i padroni di casa del Giappone, mentre al quarto posto troviamo la Squadra Unificata Tedesca, che per l'ultima volta riuniva atleti della Germania Ovest e della Germania Est. Al quinto posto l'Italia, che conferma l'elevata competitività mostrata a Roma 1960. Sesto posto per l'Ungheria, pur con lo stesso numero di medaglie d'oro (10) di Germania e Italia.
| Pos.   | Paese                     | Oro | Argento | Bronzo | Totale |
| ------ | ------------------------- | --- | ------- | ------ | ------ |
| 1      | Stati Uniti               | 36  | 26      | 28     | 90     |
| 2      | Unione Sovietica          | 30  | 31      | 35     | 96     |
| 3      | Giappone                  | 16  | 5       | 8      | 29     |
| 4      | Squadra Unificata Tedesca | 10  | 22      | 18     | 50     |
| 5      | Italia                    | 10  | 10      | 7      | 27     |
| 6      | Ungheria                  | 10  | 7       | 5      | 22     |
| 7      | Polonia                   | 7   | 6       | 10     | 23     |
| 8      | Australia                 | 6   | 2       | 10     | 18     |
| 9      | Cecoslovacchia            | 5   | 6       | 3      | 14     |
| 10     | Gran Bretagna             | 4   | 12      | 2      | 18     |
| 11     | Bulgaria                  | 3   | 5       | 2      | 10     |
| 12     | Finlandia                 | 3   | 0       | 2      | 5      |
| 12     | Nuova Zelanda             | 3   | 0       | 2      | 5      |
| 14     | Romania                   | 2   | 4       | 6      | 12     |
| 15     | Paesi Bassi               | 2   | 4       | 4      | 10     |
| 16     | Turchia                   | 2   | 3       | 1      | 6      |
| 17     | Svezia                    | 2   | 2       | 4      | 8      |
| 18     | Danimarca                 | 2   | 1       | 3      | 6      |
| 19     | Jugoslavia                | 2   | 1       | 2      | 5      |
| 20     | Belgio                    | 2   | 0       | 1      | 3      |
| 21     | Francia                   | 1   | 8       | 6      | 15     |
| 22     | Canada                    | 1   | 2       | 1      | 4      |
| 22     | Svizzera                  | 1   | 2       | 1      | 4      |
| 24     | Bahamas                   | 1   | 0       | 0      | 1      |
| 24     | Etiopia                   | 1   | 0       | 0      | 1      |
| 24     | India                     | 1   | 0       | 0      | 1      |
| 27     | Corea del Sud             | 0   | 2       | 1      | 3      |
| 28     | Trinidad e Tobago         | 0   | 1       | 2      | 3      |
| 29     | Tunisia                   | 0   | 1       | 1      | 2      |
| 30     | Argentina                 | 0   | 1       | 0      | 1      |
| 30     | Cuba                      | 0   | 1       | 0      | 1      |
| 30     | Pakistan                  | 0   | 1       | 0      | 1      |
| 30     | Filippine                 | 0   | 1       | 0      | 1      |
| 34     | Iran                      | 0   | 0       | 2      | 2      |
| 35     | Brasile                   | 0   | 0       | 1      | 1      |
| 35     | Ghana                     | 0   | 0       | 1      | 1      |
| 35     | Irlanda                   | 0   | 0       | 1      | 1      |
| 35     | Kenya                     | 0   | 0       | 1      | 1      |
| 35     | Messico                   | 0   | 0       | 1      | 1      |
| 35     | Nigeria                   | 0   | 0       | 1      | 1      |
| 35     | Uruguay                   | 0   | 0       | 1      | 1      |
| Totale | Totale                    | 163 | 167     | 174    | 504    |

### Protagonisti

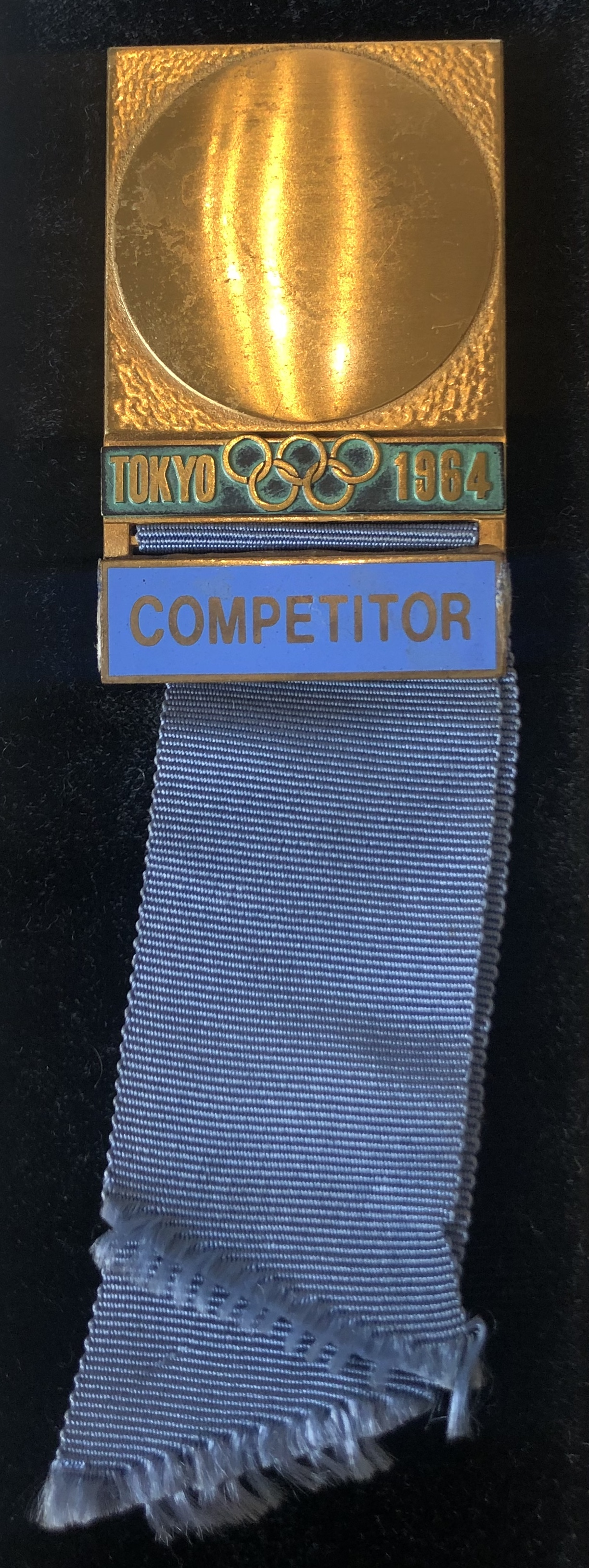
Medaglia da competitore dell'irlandese Eddie Kelliher.

- Il neozelandese Peter Snell, oltre a rivincere la medaglia d'oro ottenuta a Roma negli 800 metri piani, vi aggiunge quella nei 1500, realizzando un'accoppiata che non si vedeva alle Olimpiadi dal 1920 e che da questi giochi fino a oggi non si è più ripetuta.
- Gli statunitensi Bob Hayes e Henry Carr vincono rispettivamente i 100 m e 200 m.
- L'australiana Betty Cuthbert torna a Tokyo dopo il successo dell'Olimpiade di Melbourne e vince l'oro nei 400m.
- Lo statunitense Don Schollander vince 4 medaglie d'oro nel nuoto (100 e 400 stile libero, staffette 4x100 e 4x200 stile libero).
- L'australiana Dawn Fraser vince per la terza volta consecutiva il titolo olimpico nei 100 metri stile libero.
- L'italiano Franco Menichelli è medaglia d'oro nel corpo libero, argento agli anelli e bronzo alle parallele.
- Tra le donne, si conferma la sovietica Larisa Latynina con 2 medaglie d'oro, e sale alla ribalta la giovane cecoslovacca Věra Čáslavská, oro nel completo generale individuale, nel volteggio al cavallo e nella trave d'equilibrio.
- Nel ciclismo, l'Italia è 3 volte d'oro con Giovanni Pettenella nella velocità, Angelo Damiano e Sergio Bianchetto nel tandem, Mario Zanin nella prova individuale su strada.
- Nell'equitazione, Mauro Checcoli è oro nel completo individuale e in quello a squadre, insieme a Paolo Angioni e Giuseppe Ravano.